# Adriano Zanaga
Adriano Zanaga (né le 14 janvier 1896 à Padoue en Vénétie et mort le 31 janvier 1977 dans sa ville natale) est un coureur cycliste italien, professionnel de 1921 à 1930. Il a notamment remporté une étape du Tour d'Italie en 1924.

## Palmarès

### Palmarès amateur
- 1921
  -  Champion d'Italie sur route amateurs
  - Coppa del Re
  - La Popolarissima
  - Coppa de la Victoria
  - 2e du Tour de Romagne

### Palmarès professionnel
- 1922
  - Milan-Turin
  - 4e de Milan-San Remo
- 1924
  - 4e étape du Tour d'Italie
  - Coppa d'Inverno
  - 9e du Tour de Lombardie
- 1925
  - Milan-Turin
  - 2e du Tour de Vénétie
  - 2e du Tour de la province de Milan (avec Alfonso Piccin)
  - 3e de Rome-Naples-Rome
  - 4e du Tour de Lombardie
- 1927
  - Tour de Thuringe
  - 3e du Tour de Cologne
- 1928
  - 3e du Tour de Thuringe
- 1929
  - 2e de Milan-Modène
  - 2e du Tour de Lombardie
  - 4e de Milan-San Remo

## Résultats sur les grands tours

### Tour d'Italie
2 participations
- 1924 : abandon, vainqueur de la 4e étape
- 1929 : 21e